# Codex Calixtinus

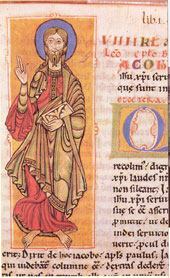
Codex Calixtinus, Folio 4r, Apóstol Santiago.

El Códice Calixtino (en latín, Codex Calixtinus; fl. c. 1140-1181) es el nombre propio de un manuscrito iluminado de mediados del siglo XII que contiene el más antiguo texto del Liber Sancti Iacobi (c. 1140-1160). 
En él se reúnen sermones, himnos, milagros, relatos de la traslación del Apóstol, textos litúrgicos y piezas musicales relacionados con el Apóstol Santiago. Su cuarto libro narra el descubrimiento de la tumba por Carlomagno. El quinto constituye una especie de guía para los peregrinos que seguían el Camino de Santiago en su viaje a Santiago de Compostela, con consejos, descripciones de la ruta y de las obras de arte así como de las costumbres locales de las gentes que vivían a lo largo del Camino. 
Este documento se custodia en la Catedral de Santiago de Compostela, en la provincia española de La Coruña.

## Liber Sancti Iacobi

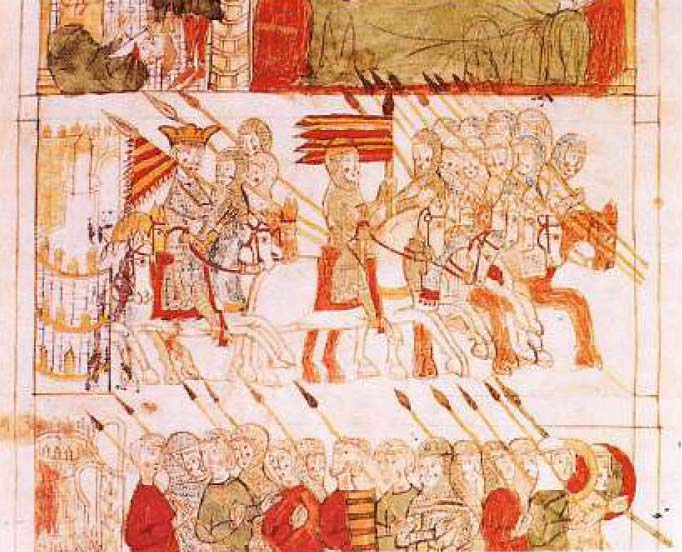
Codex Calixtinus (Liber Sancti Jacobi), Biblioteca General Histórica de la Universidad de Salamanca.

Aunque a veces se denomina al Liber Sancti Iacobi como Codex Calixtinus, ambos conceptos no son idénticos. El Liber Sancti Iacobi representa el contenido del libro, del cual a lo largo de los siglos se copiaron varios manuscritos (unidad de encuadernación que en ocasiones se les ha dotado de distintos nombres propios) y con un contenido heterogéneo y variable. El más antiguo y notable códice o manuscrito con el Liber Sancti Iacobi se conoce con el nombre propio de Codex Calixtinus (c. 1140) y es el custodiado en la catedral de Santiago de Compostela.
La compilación que conocemos como Liber Sancti Iacobi fue redactada en diversas épocas y de forma independiente y podría estar ya configurada hacia el año 1140.

## Historia
El Códice Calixtino fue copiado por al menos cuatro manos, dos de ellas muy similares. Al autor principal se le conoce con el nombre de Scriptor I. La autoría de Aymeric Picaud, sacerdote francés del siglo XII, es hoy controvertida. La obra se debe probablemente a la escuela catedral o episcopal de Santiago que acogía, en el siglo XII, maestros y estudiantes procedentes de varios países.
El manuscrito original constaba de 27 cuadernos: el primero era un quinión y el resto eran cuaterniones. Ya en época antigua se produjeron cambios en algunos cuadernos que alteraron la estructura del códice. Después, hacia el siglo XV se perdió el folio 220, que originariamente iría en blanco y pertenecería al último cuaderno. También debió perderse un folio, asimismo en blanco, que antecedía al actual folio 1. De ser esto cierto, el manuscrito llevaba, como era usual, el primer y el último folio en blanco sirviendo como guardas.
Posteriormente, quizás durante la encuadernación realizada a finales del siglo XII, se añadió a la estructura primitiva del códice un segundo apéndice (Apéndice II).
El libro IV fue separado del manuscrito en 1609, lo que conllevó el maltrato de los cuadernos 20, 21 y 24. Ambos volúmenes fueron encuadernados por separado por Alonso Rodríguez León. Finalmente, el libro IV fue agregado de nuevo durante la restauración de 1966, lo que exigió varios arreglos al manuscrito. En la misma restauración se recortaron las hojas que eran más grandes y sobresalían del resto.
Las anotaciones marginales que los canónigos de Compostela dejaron en el manuscrito, demuestran que el códice fue usado y leído ininterrumpidamente, al menos, hasta mediados del siglo XVI. Sin embargo, parece que a principios del siglo XVII el manuscrito dejó de interesar, cayendo en el olvido durante muchos años.
En la segunda mitad del siglo XIX, el manuscrito fue redescubierto por el canónigo archivero de la Catedral de Compostela, Antonio López Ferreiro. Sin embargo, fue dado a conocer públicamente por el jesuita Fidel Fita y Aureliano Fernández Guerra. En 1879, se trasladaron a Santiago en un viaje de estudio y peregrinación. Al año siguiente, en 1880, publicaron un libro acerca de su viaje a Santiago (Recuerdos de un viaje a Santiago de Galicia), dedicando los capítulos X y posteriores a la descripción y estudio del Codex Calixtinus. El libro incluía una fotografía del himno Dum Paterfamilias y una transcripción de su texto, así como varios versos del himno Ad honorem Regis summi. En 1882, le P. Fidel Fita publicó el último libro del Codex - entonces el libro IV - en París.

### Hurto y recuperación
El 5 de julio de 2011, los archiveros de la catedral de Santiago de Compostela echaron en falta la obra y denunciaron el robo a las autoridades. El códice fue sustraído de una cámara blindada donde se encuentran depositadas las obras más valiosas del archivo. Las investigaciones revelaron que el hurto se había producido la semana anterior. 
El sistema de seguridad del texto era muy riguroso, lo que había permitido mantenerlo a buen resguardo durante 800 años. La llave de la caja fuerte, sin embargo, era vigilada de un modo más laxo: las llaves se encontraron colocadas en la cerradura de la caja que custodiaba el que se considera la mayor joya del templo compostelano.
Durante los meses siguientes la Policía Nacional investigó a los canónigos, investigadores, músicos y empleados de mantenimiento y limpieza, asumiendo como móvil más probable el afán de perjudicar al deán, tras haber comprobado el enfrentamiento interno existente entre los canónigos, y descartando en principio a una banda organizada o un robo por encargo.[actualizar]
El 4 de julio de 2012 fue recuperado el códice por la Brigada de Patrimonio Histórico de la Policía Nacional; este había sido robado por el principal sospechoso, un electricista que había trabajado en la catedral, que también tenía en su poder otros documentos y objetos del templo, entre ellos varios facsímiles del propio códice calixtino y una importante suma de dinero en efectivo que había sido sustraída durante años de las colectas de la propia catedral.

### Fuente de inspiración musical contemporánea
La importante presencia que tiene la música polifónica medieval en el Codex Calixtinus, hacen de este manuscrito la fuente de inspiración creativa, después de 9 siglos, de las siguientes composiciones sinfónicas: 
- Codex Calixtinus (Cantus Iacobi) (2013) del compositor y ensayista Tomás Marco.[6][7]
- Codex Calixtinus (2013) poema sinfónico del compositor y catedrático Miguel Brotóns.[8][9]

## Estructura
El Codex Calixtinus consta de cinco libros y dos apéndices, con un total de 225 folios de pergamino escritos en las dos caras, con un tamaño de 295 x 214 mm. Salvo excepciones, el texto es siempre a una columna, con 34 líneas por página.
La estructura del códice es la siguiente:

| Folio          | Numeración antigua           | Libro       | Título en latín                                              | Descripción                                         |
| -------------- | ---------------------------- | ----------- | ------------------------------------------------------------ | --------------------------------------------------- |
| f. 1 - 2v      |                              |             |                                                              | Carta del papa Calixto II                           |
| f. 2v - 139    |                              | Libro I     | Anthologia liturgica                                         | Libro de las Liturgias                              |
| f. 139v - 155v |                              | Libro II    | De miraculi sancti Jacobi                                    | Libro de los Milagros                               |
| f. 156 - 162v  |                              | Libro III   | Liber de translatione corporis sancti Jacobi ad Compostellam | Traslación del cuerpo a Santiago                    |
| f. 163 - 191   | f. 1 - 29 (volumen separado) | Libro IV    | L'Historia Karoli Magni et Rotholandi                        | Conquistas de Carlomagno                            |
| f. 192 - 213v  | f. 163 - 184v                | Libro V     | Iter pro peregrinis ad Compostellam                          | Guía del Peregrino                                  |
| f. 214 - 219v  | f. 185 - 190v                | Apéndice I  |                                                              | Contiene obras polifónicas                          |
| f. 220         | f. 191                       |             |                                                              | (desaparecido)                                      |
| f. 221 - 225   | f. 192 - 196                 | Apéndice II |                                                              | Es posterior a la redacción original del manuscrito |

El primer libro es de carácter litúrgico, el segundo hagiográfico, el tercero y cuarto de naturaleza histórica y el quinto, que alcanzó una mayor celebridad, es una especie de Guía para el peregrino.

### Carta del papa Calixto II

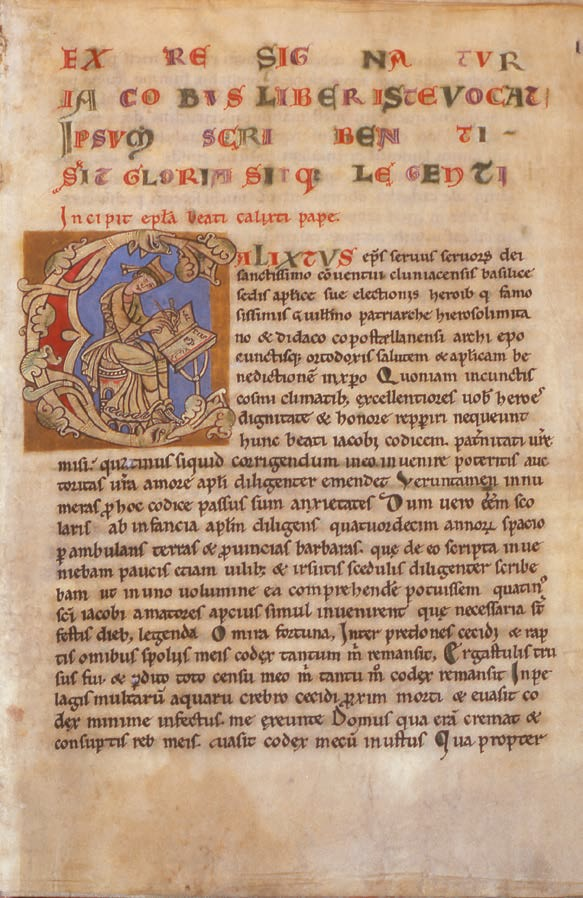
Prólogo.

Constituye el comienzo del códice, ocupando sus dos primeros folios. El autor dice ser el papa Calixto II y relata cómo recogió numerosos testimonios de milagros realizados por el apóstol Santiago "recorriendo las crueles tierras y provincias durante 14 años". También explica cómo el manuscrito sobrevivió a todos los peligros posibles, desde incendios a inundaciones. La carta va dirigida a "la muy santa asamblea de la basílica de Cluny" y a "Diego Gelmírez, arzobispo de Compostela".
Se cree que los copistas incluyeron esta carta al comienzo del manuscrito para dar más importancia a su trabajo, quedando la intervención directa del papa, quien ya había muerto en 1124, completamente descartada.
Contenido:

| Folio | Contenido              |
| ----- | ---------------------- |
| 1     | Prólogo                |
| 1-2v  | Carta del papa Calixto |

### Libro I — Libro de las Liturgias
(Anthologia litúrgica)
Supone casi la mitad de todo el manuscrito y constituye el núcleo del Liber. Contiene los siguientes elementos:
- 17 sermones para las fiestas de Santiago
- 2 relatos del martirio del apóstol Santiago
- 2 oficios: el de la víspera de la fiesta de Santiago (24 de julio) y el de las fiestas de Santiago (25 de julio y 30 de diciembre).
- 2 misas para los mismos días: Misa de la Vigilia de Santiago (24 de julio) y Misa de la festividad de Santiago (25 de julio).
- Instrucciones para las misas de cada uno de los días de la octava de las fiestas de julio
- Una misa para la fiesta de los Milagros (3 de octubre)
- Una misa para la fiesta de la Traslación (30 de diciembre) y piezas extras para la octava de ésta.

Tanto los oficios como las misas llevan notación musical.
Al final del Libro I se halla un suplemento gregoriano, también con notación musical, que incluye:
- 2 Benedicamus Domino
- 4 conductus
- Una Misa farcida atribuida a Fulbert de Chartres para su uso en cualquiera de las festividades de Santiago (25 de julio y 30 de diciembre). Está enriquecida con tropos y contendría elementos de escenificación para una representación teatral de la misa.

La existencia de dos festividades diferentes dedicadas al Apóstol Santiago, el 25 de julio y el 30 de diciembre, se explica por la instauración del rito romano en sustitución del rito hispánico a finales del siglo XI. Desde su fundación en el siglo IX, la Iglesia de Santiago adoptó la práctica litúrgica vigente en ese momento en la iglesia hispánica. En el calendario litúrgico propio de la iglesia astur-leonesa se celebraba una única fiesta dedicada a Santiago el Mayor el 30 de diciembre, día para el que se había llegado a desarrollar una liturgia específica. Sin embargo, en el calendario romano, la fiesta de Santiago se celebraba el 25 de julio. Con la implantación del nuevo rito, la iglesia compostelana aceptó la implantación del calendario romano con la fiesta de Santiago el 25 de julio, siempre y cuando se conservase también la fiesta del 30 de diciembre. Así, el 25 de julio quedó para la celebración de la pasión de Santiago, como en el resto de Occidente, y el 30 de diciembre para la celebración de la vocación y la Traslación del cuerpo del apóstol a Santiago.
Entre ambas fiestas, se implanta con posterioridad la fiesta de los milagros de Santiago, el 3 de octubre. La fiesta se atribuye a la iniciativa de San Anselmo y sería trasladada posteriormente al 5 de octubre.
Conviene señalar que el Oficio de maitines para las fiestas de Santiago del 25 de julio y el 30 de diciembre es monástico y no canónico, es decir, consta de 12 (13) antífonas y 12 responsorios en vez de 9 antífonas y 9 responsorios, por lo que tal vez fue preparado para la antigua comunidad monástica de Compostela en vez de para la Catedral (Ver más adelante, en el apartado de notación musical, la posibilidad de que la parte musical fuera preparada por los monjes benedictinos de Vézelay).
Contenido:

| Folio                                        | Capítulo        | Contenido |
| -------------------------------------------- | --------------- | --- |
| 2v-3v                                        | Índice          | Índice de los 31 capítulos |
| Sermones y pasiones                          |                 | |
| 4-6v                                         | Capítulo I      | Sermón de Beda el venerable, presbítero, para la vigilia (24 de julio): Quoniam beati Jacobi vigilias                                               |
| 6v-18                                        | Capítulo II     | Exposición del papa Calixto para la vigilia (24 de julio): Vigiliae noctis sacratissimae                                                            |
| 18                                           | Capítulo III    | 12 Bendiciones del papa Calixto a las lecciones de Santiago: Adsit nobis gratia Dei                                                                 |
| 18-19v                                       | Capítulo IV     | Prólogo de Calixto y pasión menor de Santiago (25 de julio): Gaio quatuor annis                                                                     |
| 19v-24v                                      | Capítulo V      | Sermón del papa Calixto en la pasión de Santiago (25 de julio): Celebritatis sacratissime                                                           |
| 24v-31                                       | Capítulo VI     | Segundo sermón del mismo papa Calixto para el 25 de julio: Spiritali igitur jocunditate                                                             |
| 31-44v                                       | Capítulo VII    | Exposición del mismo papa Calixto para el 25 de julio: Adest nobis, dilectissimi fratres                                                            |
| 44v-47v                                      | Capítulo VIII   | Homilía de Beda el Venerable para el 25 de julio: Dominus conditor ac redemptor noster                                                              |
| 47v-53                                       | Capítulo IX     | Prólogo de Calixto y pasión mayor de Santiago: Post Ascensionem Dominicam ad celos apostolus Domini nostri lhesu Christi                            |
| 53-55v                                       | Capítulo X      | Exposición de San Jerónimo para el 26 de julio, segundo día de la octava de Santiago: Apostolica sollempnia veneranda                               |
| 55v-57                                       | Capítulo XI     | Exposición del mismo San Jerónimo para el 27 de julio, tercer día de la octava de Santiago: Quare Petrus et Jacobus                                 |
| 57-64                                        | Capítulo XII    | Exposición del papa Calixto para el 28 de julio, cuarto día de la octava de Santiago: Preclara sollempnia                                           |
| 64-65                                        | Capítulo XIII   | Exposición de San Jerónimo para el 29 de julio, quinto día de la octava de Santiago: In presenti capitula ostenditur                                |
| 65v-67                                       | Capítulo XIV    | Homilía del papa Gregorio para el 30 de julio, sexto día de la octava de Santiago: Quia natalem beati lacobi apostoli et martiris                   |
| 67-71v                                       | Capítulo XV     | Sermón de San Máximo, obispo, para el 31 de julio, séptimo día de la octava de Santiago: Exultemus in Domino, dilectissimi, et congruis honoribus   |
| 72-74                                        | Capítulo XVI    | Exposiciones de los santos Jerónimo y Máximo para el 31 de julio, séptimo día de la octava de Santiago: Sollempnitatem hodiernam                    |
| 74-93v                                       | Capítulo XVII   | Sermón del papa Calixto para el 30 de diciembre: Veneranda dies                                                                                     |
| 93v-95                                       | Capítulo XVIII  | Homilía del papa Gregorio para el 30 de diciembre: Audistis, fratres karissimi, quia                                                                |
| 95-98                                        | Capítulo XIX    | Exposición del papa Calixto para el 30 de diciembre: Sollempnia sacra presentia                                                                     |
| 98-101                                       | Capítulo XX     | Exposiciones de los santos Jerónimo, Agustín, Gregorio y Calixto para el 5 de enero: Festivitatem electionis et translationis                       |
| Oficios (con notación musical)               |                 | |
| 101                                          | Capítulo XXI    | Capítulos del papa Calixto sobre la vigilia de Santiago y el día de su pasión (24 y 25 de julio): Iacobus Dei et Domini nostri Ihesu Christi servus |
| 101v-103v                                    | Capítulo XXII   | Oficio de la vigilia (24 de julio), por Calixto |
| 103v-114                                     | Capítulo XXIII  | Oficio del 25 de julio y del 30 de diciembre, por Calixto                                                                                           |
| Misas (con notación musical)                 |                 | |
| 114-116v                                     | Capítulo XXIV   | Misa del papa Calixto para cantar en la vigilia de Santiago (24 de julio) a la hora de nona, con sus accesorios.                                    |
| 116v-118                                     | Capítulo XXV    | Versos (17 diferentes) del papa Calixto para cantar en la procesión de Santiago en sus dos solemnidades (25 de julio y 30 de diciembre)             |
| 118-122v                                     | Capítulo XXVI   | Misa del mismo papa Calixto para recitarla el día de la pasión de Santiago (25 de julio), con sus accesorios.                                       |
| 122v                                         | Capítulo XXVII  | Misa del mismo papa Calixto para cantarla asiduamente en todas las misas por los peregrinos de Santiago.                                            |
|                                              | Capítulo XXVIII | Siete misas del mismo papa Calixto para cantarlas sucesivamente cada uno de los días de la octava de la fiesta de Santiago:                         |
| 122v-124                                     |                 | Misa para el 26 de julio (segundo día de la octava)                                                                                                 |
| 124-127v                                     |                 | Misas para los días 27, 28, 29, 30, 31 de julio y 1 de agosto                                                                                       |
| 128 (adjuntado)                              |                 | Misa para la fiesta de los milagros (3 de octubre)                                                                                                  |
| 129                                          | Capítulo XXIX   | Capítulos del mismo papa Calixto para recitarlos en la traslación de Santiago (30 de diciembre)                                                     |
| 129v-130r                                    | Capítulo XXX    | Misa del papa Calixto para cantarla en la festividad de la traslación de Santiago (Misas del 30 de diciembre y 5 de enero).                         |
| Suplemento gregoriano (con notación musical) |                 | |
| 130-131                                      |                 | Benedicamus sancti Iacobi: Exultet celi curia |
| 131-132v                                     |                 | 4 conductus de Santiago |
| 132v-139                                     | Capítulo XXXI   | Misa farcida de Santiago, que se puede cantar en las fiestas del 25 de julio y el 30 de diciembre                                                   |
| 139                                          |                 | Benedicamus sancti Iacobi: Regi perennis glorie d'un docteur galicien                                                                               |

### Libro II — Libro de los milagros
(De miraculi sancti Jacobi)
Contiene una colección de 22 milagros atribuidos al Apóstol Santiago y realizados en diversas regiones de Europa. Por su contenido, es muy similar a las otras colecciones de milagros recopiladas a través de los siglos XI y XII. Ocupa 16 folios (f. 139v - 155v) y es, en cuanto a tamaño, el segundo libro más pequeño. Antes de los milagros incluye un pequeño prólogo -supuestamente escrito por el papa Calixto II- y un índice. Según se cita en el códice, los 22 milagros fueron recogidos por el Papa Calixto II (18), Anselmo de Canterbury (2), Beda el Venerable (1) y el maestro Huberto (1).
Los milagros son los siguientes:

| Folio    | Capítulo                      | Contenido |
| -------- | ----------------------------- | --- |
| 139v-140 | Prólogo                       | Argumento del papa Calixto |
| 140-141  | Índice                        | Índice de los 22 capítulos de milagros |
| 141-155v | Narración de los 22 milagros: | |
|          | Capítulo I                    | De los veinte hombres que liberó el Apóstol del cautiverio de los moabitas. (Papa Calixto) |
|          | Capítulo II                   | Del hombre a quien le fue borrada la mención de un pecado por disposición divina sobre el altar de Santiago. (Beda el Venerable)                                                                            |
|          | Capítulo III                  | Del niño que el Apóstol resucitó de entre los muertos en los Montes de Oca. (Papa Calixto) |
|          | Capítulo IV                   | De los treinta lorenses y del muerto a quien el Apóstol llevó en una noche desde los puertos de Cize hasta su monasterio. (Maestro Huberto, canónigo de Besançon)                                           |
|          | Capítulo V                    | Del peregrino colgado a quien Santiago salvó de la muerte, aunque estuvo pendiente en el patíbulo treinta y seis días. (Papa Calixto)                                                                       |
|          | Capítulo VI                   | Del poitevino a quien el Apóstol dio como ayuda un ángel en la figura de un asno. (Papa Calixto) |
|          | Capítulo VII                  | Del marinero frisón, a quien vestido con su casco y escudo sacó el Apóstol de lo profundo del mar. (Papa Calixto)                                                                                           |
|          | Capítulo VIII                 | Del obispo que, salvado del peligro del mar, compuso un responsorio a Santiago. (Papa Calixto) |
|          | Capítulo IX                   | Del soldado de Tabaria a quien el Apóstol dio poder para vencer a los turcos y le liberó de una enfermedad y del peligro del mar. (Papa Calixto)                                                            |
|          | Capítulo X                    | Del peregrino caído al mar a quien el Apóstol llevó hasta el puerto sujetándole por la nuca durante tres días. (Papa Calixto)                                                                               |
|          | Capítulo XI                   | De Bernardo, a quien el Apóstol sacó milagrosamente de la cárcel. (Papa Calixto) |
|          | Capítulo XII                  | Del caballero a quien el Apóstol libró de una enfermedad por el toque de una concha. (Papa Calixto) |
|          | Capítulo XIII                 | Del caballero Dalmacio, a quien el Apóstol rindió justicia gracias al peregrino Raimberto. (Papa Calixto)                                                                                                   |
|          | Capítulo XIV                  | Del negociante a quien el Apóstol libró de la cárcel. (Papa Calixto) |
|          | Capítulo XV                   | Del caballero a quien Santiago salvó en la guerra, cuando sus sus compañeros estaban ya muertos o hechos prisioneros. (Papa Calixto)                                                                        |
|          | Capítulo XVI                  | Del caballero quien en agonía de muerte y oprimido por los demonios, liberó el Apóstol por medio del báculo de un mendigo y el saquito de una mujer joven. (San Anselmo, arzobispo de Cantébury)            |
|          | Capítulo XVII                 | Del peregrino que, por amor del Apóstol, se mató por instigación del diablo, y que Santiago le volvió de la muerte a la vida, con la ayuda de la santa madre de Dios. (San Anselmo, arzobispo de Cantébury) |
|          | Capítulo XVIII                | Del conde de San Gil, a quien el Apóstol abrió las puertas de hierro de su oratorio. (Papa Calixto) |
|          | Capítulo XIX                  | De Esteban, obispo griego, a quien Santiago se apareció y reveló cosas futuras desconocidas. (Papa Calixto)                                                                                                 |
|          | Capítulo XX                   | De Guillermo, caballero cautivo, a quien un conde pegó con su espada en el cuello desnudo sin poderle herir. (Papa Calixto)                                                                                 |
|          | Capítulo XXI                  | Del lisiado, a quien se apareció el santo Apóstol en su basílica y en seguida le devolvió plenamente la salud. (Papa Calixto)                                                                               |
|          | Capítulo XXII                 | Del hombre que fue vendido trece veces y otras tantas liberado por el Apóstol. (Papa Calixto) |

### Libro III — Traslación del cuerpo a Santiago
(Liber de translatione corporis sancti Jacobi ad Compostellam)
Es el libro más breve con sólo 6 folios (f. 156 - 162v). Comienza también con un prólogo y un sumario y le siguen cuatro capítulos. Nos relata la evangelización de España por el apóstol Santiago y la posterior "traslación" de su cuerpo desde Jerusalén a Galicia y, finalmente, al lugar de su sepulcro. También nos habla de la costumbre de los primeros peregrinos de recoger conchas marinas en las costas gallegas. 
Contiene los siguientes capítulos:

| Folio    | Capítulo     | Contenido |
| -------- | ------------ | --- |
| 155v-156 | Índice       | Índice de los 4 capítulos |
| 156      | Prólogo      | Empieza el prólogo del bienaventurado papa Calixto sobre la gran traslación de Santiago.                                                                                               |
| 156v-159 | Capítulo I   | Empieza la traslación del apóstol Santiago hermano del apóstol y evangelista San Juan que se celebra el día treinta de diciembre, de qué manera fue llevado desde Jerusalén a Galicia. |
| 159-160  | Capítulo II  | Empieza la carta del papa San León acerca del traslado de Santiago Apóstol, que se celebra el día treinta de diciembre.                                                                |
| 160-162  | Capítulo III | Calixto, papa, acerca de las tres solemnidades de Santiago. |
| 162      | Capítulo IV  | Acerca de las conchas de Santiago. |
| 162-162v |              | Miniaturas (aparición de Santiago a Carlomagna, escenas de la crónica: salida hacia España, retorno a Aix la Chapelle)                                                                 |

### Libro IV — Conquistas de Carlomagno
(L'Historia Karoli Magni et Rotholandi)
Es el segundo libro en tamaño, ocupando 28 folios (f. 163 - 191). Consta de 26 capítulos. En 1609, este libro fue arrancado del manuscrito, formando un nuevo volumen con el título "Historia Turpini". Finalmente, fue agregado de nuevo al Codex Calixtinus durante su restauración, en 1966. 
Está redactado en prosa por un clérigo anónimo de origen francés, probablemente en la primera mitad del siglo XII. Siguiendo la costumbre del Medioevo, atribuye la paternidad de su texto a Turpín (748-794), antiguo monje y tesorero de Saint-Denis, que llegó a ser arzobispo de Reims e incluso figura entre los "Doce Pares" de Carlomagno en el Cantar de Roldán. Por este motivo, el libro es conocido por los historiadores con el nombre de "Pseudo Turpin".
Se centra en la crónica del arzobispo Turpín y da cuenta de la entrada de Carlomagno en la Península, la derrota de Roncesvalles y la muerte de Roldán. Cuenta que Santiago se apareció en sueños a Carlomagno, lo incitó a liberar su tumba de los musulmanes y además le indicó la dirección a seguir: un camino de estrellas.
Contiene los siguientes capítulos:

| Folio               | Capítulo       | Contenido                                                                                               |
| ------------------- | -------------- | --- |
| 163 [1]             | Prólogo        | Carta de Turpín                                                                                         |
| 163v-164 [1v-2]     | Índice         | Índice de los 26 capítulos                                                                              |
| 164-165 [2-3]       | Capítulo I     | De la aparición del Apóstol a Carlomagno                                                                |
| 165 [3]             | Capítulo II    | De las murallas de Pamplona, derrumbadas por sí mismas                                                  |
| 165v-166 [3v-4]     | Capítulo III   | De los nombres de las ciudades de España conquistadas                                                   |
| 166-166v [4-4v]     | Capítulo IV    | Del ídolo Mahoma                                                                                        |
| 166v [4v]           | Capítulo V     | De las iglesias que hizo Carlomagno                                                                     |
| 166v [4v]           | Capítulo VI    | De Aigolando                                                                                            |
| 167 [5]             | Capítulo VII   | Del ejemplo de la limosna del muerto                                                                    |
| 167v-168 [5v-6]     | Capítulo VIII  | De la batalla de Sahagún, en la que florecieron las lanzas                                              |
| 168-169 [6-7]       | Capítulo IX    | De la ciudad de Agen                                                                                    |
| 169-169v [7-7v]     | Capítulo X     | De la ciudad de Saintes, en la que florecieron las lanzas                                               |
| 169v-170v [7v-8v]   | Capítulo XI    | De los soldados de los ejércitos de Carlomagno                                                          |
| 170v-171v [8v-9v]   | Capítulo XII   | De la controversia entre Carlomagno y Aigolando                                                         |
| 171v-172v [9v-10v]  | Capítulo XIII  | De los pobres                                                                                           |
| 172v-173 [10v-11]   | Capítulo XIV   | De la muerte del rey Aigolando                                                                          |
| 173 [11]            | Capítulo XV    | De los cristianos que volvieron atrás en búsqueda de botines ilícitos                                   |
| 173-173v [11-11v]   | Capítulo XVI   | De la batalla con Furre                                                                                 |
| 173v-176v [11v-14v] | Capítulo XVII  | De la batalla con el gigante Ferragut y de la excelente controversia de Rolando                         |
| 176v-177v [14v-15v] | Capítulo XVIII | De la batalla de las máscaras                                                                           |
| 177v-178v [15v-16v] | Capítulo XIX   | Del concilio de Carlomagno                                                                              |
| 178v-179 [16v-17]   | Capítulo XX    | De la persona y fortaleza de Carlomagno                                                                 |
| 179-185v [17-23v]   | Capítulo XXI   | De la batalla de Roncesvalles, y de la muerte de Rolando y de otros combatientes                        |
| 185v-188v [23v-26v] | Capítulo XXII  | De la muerte de Carlomagno                                                                              |
| 188-189 [26v- 27]   | Capítulo XXIII | Del milagro que Dios se dignó hacer por mediación de Rolando en la ciudad de Gratianopolis (Grenoble ?) |
| 189v-190 [27v-28]   | Capítulo XXIV  | De la muerte de Turpín y del hallazgo de su cuerpo (Calixto, papa)                                      |
| 190-190v [28-28v]   | Capítulo XXV   | De Almanzor de Córdoba (Calixto, papa)                                                                  |
| 190v-191v [28v-29v] | Capítulo XXVI  | De la cruzada de España (Carta del papa Calixto)                                                        |

### Libro V — Guía del peregrino
(Iter pro peregrinis ad Compostellam)
Es una especie de Guía del peregrino de Santiago, presentando aquellos lugares que debían visitarse a lo largo de la ruta y advirtiendo al viajero de los peligros que encontraría en el camino. Describe la ciudad de Santiago y su catedral con gran detalle.
Los capítulos del libro son los siguientes:

| Folio                 | Capítulo      | Contenido |
| --------------------- | ------------- | --- |
| 192 [163]             |               | Argumento del Santo Papa Calixto e índice de los 11 capítulos |
| 192-192v [163-163v]   | Capítulo I    | De los caminos de Santiago |
| 192v [163v]           | Capítulo II   | De las jornadas del camino de Santiago (Calixto, Papa) |
| 192v-193v [163v-164v] | Capítulo III  | De los nombres de los pueblos del Camino de Santiago |
| 193v [164v]           | Capítulo IV   | De los tres hospicios del mundo |
| 193v [164v]           | Capítulo V    | De los nombres de algunos que repararon el camino de Santiago. (Por Aimerico) |
| 193v-194v [164v-165v] | Capítulo VI   | De los buenos y malos ríos que se hallan en el camino de Santiago. (Calixto, Papa) |
| 194v-197v [165v-168v] | Capítulo VII  | De los nombres de las tierras y de las particularidades de las gentes que se encuentran en el Camino de Santiago |
| 197v-207 [168v-178]   | Capítulo VIII | De los cuerpos de los santos que descansan en el camino y que deben ser visitados por los peregrinos. Empieza el martirio de San Eutropio, obispo de Saintes y mártir |
| 207-212v [178-183v]   | Capítulo IX   | Del carácter de la ciudad y de la basílica de Santiago, apóstol de Galicia. (Calixto, papa, y Aimerico, canciller) Apartados: - De las iglesias de la villa - De la medida de la iglesia - De las ventanas - De los pórticos - De la fuente de Santiago - Del paraíso de la ciudad - De la puerta septentrional - De la puerta meridional - De la puerta occidental - De las torres de la catedral - De los altares de la catedral - Del cuerpo y del altar de Santiago - Del frontal de plata - Del ciborio del altar del Apóstol - De las tres lámparas - De la dignidad de la iglesia de Santiago y de sus canónigos - De los canteros de la iglesia y del principio y fin de su obra - De la dignidad de la iglesia de Santiago |
| 212v-213 [183v-184]   | Capítulo X    | Del número de canónigos de Santiago |
| 213-213v [184-184v]   | Capítulo XI   | De como debe ser acogidos los peregrinos de Santiago |
| 213v [184v]           |               | Fin del quinto libro del apóstol Santiago |

### Apéndice I — Obras polifónicas
Es un cuadernillo de 6 folios (214-219v o 185-190v en la antigua numeración) con 22 composiciones polifónicas. Probablemente fue escrito poco después que el cuerpo del códice, pero antes de 1180. Desde el punto de vista musical es la parte más importante del manuscrito (Ver el apartado de música para más información).

### Apéndice II
Este apéndice fue incorporado al manuscrito en un momento posterior a la redacción original del mismo, posiblemente en la encuadernación realizada a finales del siglo XII. Consiste en cinco hojas (f. 221-225 o 192-196 en la antigua numeración): un bifolio con una falsa Bula de Inocencio II y varios folios sueltos. Están copiados por diferentes escribas y contiene diferentes textos, destacando algunos milagros atribuidos a Santiago. También contiene el himno de los peregrinos de Santiago Dum pater familias. 
En la Bula de Inocencio II, en el folio 221, se da a entender que el responsable y autor del códice es el monje cluniacense Aymeric Picaud, acompañante del pontífice Calixto II en su peregrinación a Santiago en el año 1109. Según el escrito, hacia 1140, Aymeric depositó el códice en la Catedral de Santiago, que sería el primer ejemplar del Liber. Todo esto es puesto en duda por los historiadores, ya que, entre otros motivos, el bifolio que contiene la bula no formaba parte del códice original, sino que fue añadida con posterioridad, como ya se ha dicho.
El contenido del apéndice es el siguiente:

| Folio               | Contenido |
| ------------------- | --- |
| 221 [192]           | Bula de Inocencio II |
| 221 [192v]          | Milagro de Brun de Vézelay (1139) escrito por Alberic, abad de Vézelay, obispo de Ostia y legado de Roma                                                                     |
| 221v [192v]         | Alleluia in greco, con notación musical |
| 222 [193]           | Himno Dum pater familias, con notación musical (Canto de los peregrinos) |
| 222-222v [193-193v] | Himno Signa sunt nobis sacra (Ver comentarios en la lista de obras musicales)                                                                                                |
| 223 [194]           | Milagro de Santiago, del niño resucitado, año 1164 |
| 223 [194]           | Otro milagro: Milagro de Santiago, de la figura torcida del hijo de un Vizconde, conocido en las tierras de Poitiers                                                         |
| 223v [194v]         | Milagro de Santiago, de la liberación de los cristianos y de la huida de los sarracenos de Portugal (1190), en tres lecturas para los maitines de la fiesta del 3 de octubre |
| 224 [195]           | Oración del maestro G (Gocelin o Gautier ?) |
| 224-224v [195-195v] | 6 lecturas para el oficio, según el papa León y el maestro Panicha, sobre la traslación de Santiago                                                                          |
| 224v [195v]         | Aparición de Santiago al monje Oldierus de Clairvaux: Telle est ta justice                                                                                                   |
| 224v-225 [195v-196] | Milagro de Santiago, de un tullido sanado en la época de la fiesta de la traslación (30 de diciembre) (dos versiones)                                                        |
| 225 [196]           | Visión de un tal Fouques, de Montreuil, peregrino doce y trece veces a Santiago                                                                                              |
| 225v [196v]         | Copia del himno Signa sunt nobis sacra |

## Música
Tres partes del Calixtinus incluyen música:
1. El Libro I (de las liturgias). Como se ha indicado anteriormente, incluye la música de los oficios y las misas, así como un suplemento gregoriano. Una de las piezas es polifónica, el resto, monódicas.
2. El Apéndice I, que contiene 21 piezas polifónicas: 7 Benedicamus, 4 responsorios, 5 conductus, 2 Kyries, 1 Gradual, 1 prosa y 1 Aleluya.
3. El Apéndice II, con el himno Dum pater familias.

### Características generales
Las 22 obras polifónicas del Calixtinus pertenecen a la primera etapa de la polifonía europea, periodo conocido con el nombre de ars antiqua. Durante muchos años se relacionaron con las composiciones pertenecientes a la Escuela de San Marcial de Limoges. Sin embargo, las composiciones del Calixtinus son más elaboradas que en el repertorio de Saint Martial, considerándose hoy en día emparentadas con los experimentos que se estaban desarrollando en París, en la nueva Catedral Notre Dame, durante los años 1165-1180 y que culminarían poco después con las composiciones de la llamada Escuela de Notre Dame de París.
Todas las piezas son a dos voces, excepto el Congaudeant catholici que es a tres. Las formas musicales representadas son las típicas del ars antiqua:
- el conductus: aparece principalmente en los tropos del Benedicamus Domino, de los kyries y de otras piezas litúrgicas como prosas, secuencias, etc. Los conducti de Benedicamus son los más numerosos. La voz principal es el tropo de la pieza polifónica, mientras que la voz organal es una melodía más o menos adornada en el registro agudo. Estos tropos polifónicos a veces tienen forma responsorial, incluyendo después de cada estrofa un breve estribillo, como ocurre con el Congaudeant catholici.
- el organum: aparece en ciertas piezas litúrgicas como responsorios, graduales, aleluyas y Benedicamus. Generalmente consiste en una melodía gregoriana monódica (voz principal), a la que, en un momento dado, se añade una segunda voz (voz organal) que desarrolla una melodía larga y adornada. Esta segunda voz puede estar al principio, en medio o hacia el final de la composición, pero generalmente termina con la melodía monódica. Comparados con los organa de la Escuela de Notre Dame de París, que aparecerían poco después, son más sencillos y condensados, sin llegar a desfigurar la voz principal. La voz organal no es tan melismática como los organa de la escuela parisina.

Hay también algunas piezas, como el Kyrie Cunctipotens Genitor, cuya forma es intermedia entre el conductus y el organum: tienen un tropo como voz principal, como en un conductus, y la voz organal desarrolla largos melismas, como en un organum.
El Codex Calixtinus es el primer manuscrito (junto con el ms. Londres, British Library, Egerton 2615, procedente de Beauvais) en utilizar el término "conductus" para una composición musical. Además, exceptuando algunas composiciones que se encuentran en algunos monasterios catalanes, contiene las piezas polifónicas más antiguas que se han conservado en la península ibérica.
El himno "Congaudeant catholici", que es la única obra conocida para 3 voces en todo el siglo XII, se cree que fue compuesto originalmente para 2 voces (superior e inferior) y posteriormente se insertó una tercera voz entre las dos. Esta hipótesis se basa en el hecho de que la voz intermedia fue copiada en tinta roja en vez de en tinta negra como en el resto del manuscrito y además se copió en el tetragrama de la voz inferior. El mismo copista que copió esta voz, también añadió una segunda voz en tinta roja a dos conductus del suplemento gregoriano del Libro I: "Iacobe sancte tuum" (f. 131) y "In hac die laudes cum gaudio" (f. 131v). La primera de estas dos piezas aparece repetida en el apéndice polifónico (f. 215v). Existen además, otras 7 composiciones en el Libro I a una sola voz que aparecen de nuevo en el apéndice polifónico a dos voces, aunque en varios casos la concordancia es solo parcial: "Dum esset salvator in monte" (f. 107v, 216v), "Huic Iacobo" (f. 109v, 217), "Iacobe virginei" (f. 110, 217), "O adiutor omnium seculorum" (f. 110v, 217-217v), "Misit Herodes" (f. 118v, 218) y "Alleluia. Vocavit Ihesus Iacobum" (f. 119, 218v), "Regi perennis glorie" (f. 139, 216).

### Notación
El "Dum pater familias" es la única composición del códice en notación aquitana de puntos "in campo aperto", que es la notación que se empleó preferentemente en España tras la supresión del canto hispánico. El resto de las obras van en notación lorena, con grandes semejanzas con la notación de los manuscritos de la región de Nevers, en Borgoña. Por este motivo, algunos especialistas sostienen que la parte musical del códice es debida a los monjes benedictinos de Vézelay, que era uno de los puntos de partida del Camino de Santiago. El himno "Dum pater familias", añadido al final del códice, sería por tanto la única composición que podría haber sido copiada en el entorno de Santiago. Además, el último de los Benedicamus del suplemento gregoriano del Libro I, "Regi perennis glorie", se le atribuye a cierto doctor de Galicia (Quodam Doctore Galleciano) no identificado.

### Autoría
En el encabezamiento de las composiciones del apéndice polifónico y de algunas de las piezas para una sola voz en el Libro I, aparece en tinta roja el supuesto autor de la misma. En general, estos supuestos autores son obispos y personajes célebres de París y otras iglesias, por lo que algunos investigadores creen que esta atribución no debe ser tenida en cuenta ya que figurarían con la intención de dar prestigio y autoridad a las obras. Sin embargo, otras investigaciones modernas sostienen que alguna de esas atribuciones, como la de Albertus Parisiensis, podrían ser verosímiles, debido a que las obras polifónicas se deberían a compositores ligados a la Catedral de Notre Dame de París.
En total son 16 los personajes a los que se atribuyen obras:
- Ato episcopus Trecensis. Corresponde a Atón, obispo de Troyes, quien en 1145 se retiró a la Abadía de Cluny. Se le atribuyen 7 composiciones en el apéndice polifónico.
- Magister Goslenus episcopus Suessionis. Maestro Goslenus, obispo de Soissons. Murió en 1152. Se le atribuyen 2 obras en el apéndice polifónico.
- Magister Albericus archiepiscopus Bituricensis. Maestro Alberico (Aubry), Arzobispo de Bourges, en Berry. Murió en 1141. Se le atribuye 1 obra en el apéndice polifónico.
- Fulbertus episcopus Karnotensis. Fulbertus, obispo de Chartres. Se le atribuye 1 obra en el apéndice polifónico y 6 obras monódicas en el Libro I.
- Magister Albertus Parisiensis. Maestro Albert de Paris. Se trata de Albertus Stampensis (Etampes), canónigo de la Catedral de Notre Dame de París y cantor desde 1146 hasta su muerte en 1177. Se le atribuye 1 obra en el apéndice polifónico: la famosa composición "Congaudeant catholici".
- Magister Airardus Viziliacensis. Maestro Airardus de Vézelay. Se le atribuye 1 obra en el apéndice polifónico.
- Magister Gauterius de Castello Rainardi. Maestro Gauterius del Castillo de Rainardi. Se le atribuyen 3 obras en el apéndice polifónico.
- Magister Iohannes Legalis. Maestro Johannes Legalis. Se le atribuye 1 obra en el apéndice polifónico.
- Magister Droardus Trecensis. Maestro Droardus de Troyes. Se le atribuyen 2 obras en el apéndice polifónico.
- Aimericus Picaudi, presbiter de Partiniaco. Aymeric Picaud, presbítero de Parthenay, en Poitou. Se le atribuye 1 obra en el apéndice polifónico.
- Antiquo episcopo Boneventinus. Antiguo obispo de Benevento. Se le atribuye 1 obra en el apéndice polifónico y 1 obra monódica en el Libro I.
- Guillelmo patriarcha Iherosolomitano. Se le atribuyen 3 obras monódicas en el Libro I.
- Magistro Anselmo I. Se le atribuye 1 obra monódica en el Libro I.
- Magistro Rotberto cardinali Romano. Se le atribuye 1 obra monódica en el Libro I.
- Fortunato Pictavensi episcopo. Se le atribuye 1 obra monódica en el Libro I.
- Quodam Doctore Galleciano. Cierto doctor de galicia. No identificado. Se le atribuye 1 obra monódica en el Libro I.

### Transcripciones musicales modernas
Desde las primeras transcripciones musicales a finales del siglo XIX, la transcripción de la polifonía del Calixtinus ha sido difícil y polémica. Ello se debe a que la polifonía está en notación lorena, que era la usada en el norte de Francia para el canto monódico gregoriano, por lo cual no expresa ningún valor rítmico particular, sólo el ritmo libre del canto gregoriano. Pero por otra parte, la polifonía tenía que tener forzosamente un ritmo determinado que permitiera a las dos voces (3 en el Congaudeant catholici) cantar juntas de forma armónica.
La primera transcripción en notación musical moderna fue realizada, en 1882, por el cantor del Monasterio de las Descalzas Reales de Madrid, José Flores Laguna, quién transcribió los himnos Dum Paterfamilias y Ad honorem Regis summi. En la fiesta de Santiago del 25 de julio del mismo año, se cantaron ambos himnos en la Catedral de Santiago, por primera vez desde los tiempos medievales. Ya esta primera transcripción provocó una intensa polémica qué duró más de 20 años, en cuanto a la línea melódica y, sobre todo, en cuanto al ritmo, en la que intervinieron entre otros, Francisco Asenjo Barbieri. Después, el monje benedictino de la Abadía de Solesmes, Joseph Pothier, hizo una nueva transcripción del Dum Paterfamilias, según el sistema rítmico de Solesmes, como era de esperar. En 1895, el presbítero Federico Olmeda publica su "Exámen Crítico Musical del Códice del Papa Calisto II", incluyendo al final de la obra unos desplegables con breves transcripciones de fragmentos musicales.
En 1924, el musicólogo Friedrich Ludwig realizó las primeras transcripciones de obras polifónicas del Calixtinus, transcribiendo varios organa en varios sistemas rítmicos. En 1931, Peter Wagner, profesor de la Universidad de Friburgo en Suiza, realiza la primera transcripción completa de todas las obras musicales del Calixtinus y en 1944, por encargo del Instituto de Estudios Gallegos, el monje benedictino del Monasterio de Silos, Germán Prado, realiza otra transcripción completa acompañándola de un facsímil con los folios del manuscrito que contienen música. Ambas transcripciones, la de Wagner y la de Prado se realizan siguiendo el sistema gregoriano de Solesmes, transcribiendo en notación cuadrada los neumas originales del códice, sin plantearse problemas rítmicos o interpretativos.
A partir de 1950, surgen numerosos estudios que proponen nuevos sistemas de transcripción, entre los que destacan los de Willi Apel, Walther Krüger, Johann Schubert, Bruno Stäblein, Theodore Karp, Heinrich Husmann, Paul Helmer, Hendrik van der Werf, etc. Entre los musicólogos españoles, destacan las trancripciones de la polifonía de Higinio Anglés, publicada en 1962 y de José López Calo, en 1981.

### Las obras
A continuación se detallan las obras musicales del manuscrito. Los códigos de la columna de "Concordancias" con otros manuscritos y fragmentos se especifican más abajo. Los de la columna de "Grabaciones" se especifican en la sección de "Discografía".

#### Libro I — Libro de las liturgias
| N.º | Folio     | Obra | Voces | Forma musical       | Concord.                                                        | Grabaciones                                                      | Comentarios |
| Oficio de la Vigilia de Santiago (24 de julio) (VIII Kalendas Augusti. Vigilia Sancti Iacobi. Responsoria Beati Iacobi a domno Papa Calixto ex evangeliis edita) (Día 24 de julio. Vigilia de Santiago. Responsorios de Santiago sacados de los evangelios por el Papa Calixto) |           | |       |                     |                                                                 |                                                                  | |
| Maitines |           | |       |                     |                                                                 |                                                                  | |
| --- | --------- | --- | ----- | ------------------- | --------------------------------------------------------------- | ---------------------------------------------------------------- | --- |
| 1 | 101v      | Regem regum Dominum... his sacris | 1     | invitatorio         |                                                                 | AN4, ULT                                                         | modo 2 |
| 2 | 101v      | Psallat chorus celestium letetur plebs | 1     | himno               |                                                                 | AN4, ULT, LFL, LES, SGH, BEC*, MON                               | modos 7 y 8 Hymnus S. Iacobi a domno Fulbertus Karnotensy episcopo editus |
| 3 | 101v      | O venerande Christi apostole Iacobe | 1     | antífona            |                                                                 | ULT, LES, SGH, MON                                               | modos 1 y 2 - tonus 1 |
| 4 | 102       | Redemptor imposuit Simoni | 1     | responsorio         |                                                                 | ULT                                                              | modo 1 - tonus 1 |
| 5 | 102       | Vocavit Ihesus Iacobum et Iohannem | 1     | responsorio         |                                                                 | ULT                                                              | modo 2 - tonus 2 |
| 6 | 102       | Clementissime Deus qui nos ad beati Iacobi                                                                                                | 1     | responsorio         |                                                                 | ULT                                                              | modo 7 - tonus 7 |
| Laudes (In Laudibus) |           | |       |                     |                                                                 |                                                                  | |
| 7 | 102v      | Imposuit Ihesus Simoni nonem | 1     | antífona            |                                                                 | ULT                                                              | modo 1 - tonus 1 |
| 8 | 102v      | Vocavit Ihesus Iacobum et Iohannem | 1     | antífona            |                                                                 | ULT                                                              | modo 2 - tonus 2 |
| 9 | 102v      | Sicut enim tonitrui voces | 1     | antífona            |                                                                 | ULT                                                              | modo 3 - tonus 3 |
| 10 | 102v      | Recte filii tonitrui cognominantur | 1     | antífona            |                                                                 | ULT                                                              | modo 4 - tonus 4 |
| 11 | 102v      | Iacobus et Iohannes tonitrum de nube | 1     | antífona            |                                                                 | ULT                                                              | modo 5 - tonus 5 |
| 12 | 103       | Iacobus fuit magnus (Sanctissime o Iacobe)                                                                                                | 1     | versículo           |                                                                 | ULT                                                              | Hymnus sancti Iacobi domno Fulberto Karnotensi episcopo editus. Sanctissime o Iacobe Probablemente es una divisio de Psallat chorus celestium |
| 13 | 103       | Ascendens Ihesus in montem | 1     | antífona            |                                                                 | ULT                                                              | modo 8 - tonus 8 |
| Tercia (Ad Terciam) |           | |       |                     |                                                                 |                                                                  | |
| 14 | 103, 104v | Ora pro nobis beate Iacobe | 1     | responsorio         |                                                                 | ULT                                                              | modo 6 |
| Sexta (Ad Sextam) |           | |       |                     |                                                                 |                                                                  | |
| 15 | 103       | Occidit autem Herodes | 1     | versículo           |                                                                 | ULT                                                              | Officium stellae. Stella fulgore nimio rutilat |
| Oficio de la Fiesta de Santiago (25 de julio) (Responsoria evangelica Beati Iacobi apostoli a Beato Calixto papa edita, cum suis antifonis et ymnis diebus festis, passions scilicet et translationis eiusdem Sancti Iacobi cantanda. VIII Kalendas Augusti. Passio Sancti Iacobi et III Kalendas Ianuarii translatio et electio eiusdem colitur) |           | |       |                     |                                                                 |                                                                  | |
| Vísperas (Ad Vesperas) |           | |       |                     |                                                                 |                                                                  | |
| 16 | 103v      | Ad sepulcrum beati Iacobi | 1     | antífona            |                                                                 | AN4, ULT, HER, ORG                                               | modo 1 y 2 - tonus 1 |
| 17 | 103v      | O quanta sanctitate et gracia beatus Iacobus                                                                                              | 1     | antífona            |                                                                 | ULT, ORG                                                         | modo 2 - tonus 2 |
| 18 | 104       | Gaudeat plebs Gallecianorum | 1     | antífona            |                                                                 | ULT, ORG                                                         | modo 3 - tonus 3 |
| 19 | 104       | Sanctissime apostole Iacobe | 1     | antífona            |                                                                 | ULT, ORG                                                         | modo 4 - tonus 4 |
| 20 | 104       | Iacobe servorum spes et medicina | 1     | antífona            |                                                                 | ULT, ORG                                                         | modo 5 - tonus 5 melodía gregoriana |
| 21 | 104v      | Felix per omnes Dei plebs ecclesias | 1     | himno               |                                                                 | ULT, ORG                                                         | modos 3 y 4 (2 melodías diferentes) Ymnus sancti Iacobi a domno Guillelmo patriarcha Iherosolomitano editus, ad Vesperas et ad Laudes cantandus Es un contrafactum del himno Felix per omnes festum mundi cardines. Lleva dos melodías que también se hallan en otras fuentes |
| | 104v      | Ora pro nobis | 1     | versículo           |                                                                 |                                                                  | |
| 22 | 105       | Honorabilem eximii patroni nostri | 1     | antífona            |                                                                 | ULT                                                              | Hossanna. Sanctus modo 8 - tonus 8 |
| Completas (Ad Completorium) |           | |       |                     |                                                                 |                                                                  | |
| 23 | 105       | Alleluia. Iacobe sanctissime | 1     | aleluya             |                                                                 | ULT, LES                                                         | modo 5 trans. - tonus 5 |
| 24 | 105       | Alma perpetui luminis | 1     | antífona            |                                                                 | ULT, MON                                                         | modo 6 trans. - tonus 6 |
| Maitines (Ad Invitatorium) |           | |       |                     |                                                                 |                                                                  | |
| 25 | 105v      | Venite omnes christicole ad adorandum... qui apostolum                                                                                    | 1     | invitatorio         |                                                                 | GAL, AN4, ULT, GAL                                               | modos 1 y 2 - tonus 2 |
| 26 | 105v      | Iocundetur et letetur augmentum | 1     | himno               | LI1, CAT                                                        | SEQ, WEL, ULT, AUR, ROS, LES                                     | modo 1 Ymnus sancti Iacobi a domno Guillelmo patriarcha Iherosolimitano editus, post Venite cantandus (Himno a Santiago, compuesto por el señor Guillelmo, Patriarca de Jerusalén, para ser cantado después del Venite)                                                       |
| 27 | 105v      | Iesus Dominus vidit duos fratres | 1     | antífona            |                                                                 | ULT                                                              | modo 1 (final Fa)- tonus 1 |
| 28 | 106       | Venite post me dixit Ihesus Iacobo | 1     | antífona            |                                                                 | ULT                                                              | modo 2 - tonus 2 |
| 29 | 106       | Iacobus et Iohannes statim relictis retibus                                                                                               | 1     | antífona            |                                                                 | ULT                                                              | modo 3 - tonus 3 |
| 30 | 106       | Iesus vocavit Iacobum Zebedei | 1     | antífona            |                                                                 | ULT                                                              | modo 4 - tonus 4 |
| 31 | 106       | Eduxit Ihesus beatum Iacobum | 1     | antífona            |                                                                 | ULT                                                              | modo 5 - tonus 5 |
| 32 | 106       | Dixerunt Iacobus et Iohannes ad Ihesum | 1     | antífona            |                                                                 | ULT                                                              | modo 6 - tonus 6 |
| 33 | 106v      | Iesus autem ait Iacobo et Iohanni | 1     | antífona            |                                                                 | ULT, KRA                                                         | modo 7 - tonus 7 |
| 34 | 106v      | Iam vos delectat locus celsitudinis | 1     | antífona            |                                                                 | ULT                                                              | modo 8 - tonus 8 |
| 35 | 106v      | Herodes rex misit manus | 1     | antífona            |                                                                 | ULT                                                              | modo 1 - tonus 1 |
| 36 | 106v      | Videns herodes quia de Iacobi nece | 1     | antífona            |                                                                 | ULT                                                              | modo 2 - tonus 2 |
| 37 | 106v      | Regis vero facinus in apostolo perpetratum                                                                                                | 1     | antífona            |                                                                 | ULT                                                              | modo 3 - tonus 3 |
| 38 | 107       | Statim percussit Herodem angelus | 1     | antífona            |                                                                 | ULT                                                              | modo 4 - tonus 4 |
| 39 | 107       | Iacobe magne supplantator nomine | 1     | antífona            |                                                                 | ULT                                                              | modo 5 - tonus 5 |
| 40 | 107       | Salvator progressus pusillum | 1     | responsorio         |                                                                 | ULT                                                              | modo 1 - tonus 1 |
| 41 | 107v      | Dum esset salvator in monte | 1     | responsorio         |                                                                 | ULT                                                              | modo 2 - tonus 2 Existe una versión a dos voces en el f. 216v. |
| 42 | 107v      | Accedentes ad salvatorem Iacobus et Iohannes                                                                                              | 1     | responsorio         |                                                                 | ULT                                                              | modo 3 - tonus 3 |
| 43 | 108       | Cum vidissent autem Iacobus et Iohannes                                                                                                   | 1     | responsorio         |                                                                 | SEQ, ULT                                                         | modo 4 - tonus 4 |
| 44 | 108v      | Iam locum celsitudinis querebant Iacobus et Iohannes                                                                                      | 1     | responsorio         |                                                                 | ULT                                                              | modo 5 - tonus 5 |
| 45 | 108v      | Confestim autem percussit Herodem angelus Domini                                                                                          | 1     | responsorio         |                                                                 | ULT                                                              | modo 6 - tonus 6 |
| 46 | 109       | Hic est Iacobus dilectus Christi | 1     | responsorio         |                                                                 | ULT                                                              | modo 7 - tonus 7 |
| 47 | 109v      | Misit herodes rex manus | 1     | responsorio         |                                                                 | ULT, FOR, SGH                                                    | modo 8 - tonus 8 |
| 48 | 109v      | Huic Iacobo condoluit Dominus | 1     | responsorio         |                                                                 | ULT                                                              | modo 1 - tonus 1 Existe una versión a dos voces en el f. 217. |
| 49 | 110       | Cum appropinquaret beatus Iacobus | 1     | responsorio         |                                                                 | ULT                                                              | modo 8 - tonus 7 |
| 50 | 110       | Iacobe virginei frater preciose | 1     | responsorio         |                                                                 | ULT                                                              | modo 8 - tonus 8 Existe una versión a dos voces en el f. 217. |
| 51 | 110v      | O adiutor omnium seculorum | 1     | responsorio         |                                                                 | FOR, ULT, ALF                                                    | modos 2 y 1 - tonus Existe una versión a dos voces en el f. 217v. |
| Laudes (In Laudibus) |           | |       |                     |                                                                 |                                                                  | |
| 52 | 111       | Inmisit, inquit, Herodes | 1     | antífona            |                                                                 | ULT, KRA                                                         | modos 1 y 2 - tonus 1 |
| 53 | 111       | His qui obtulerat Iacobum iudicii | 1     | antífona            |                                                                 | ULT                                                              | modo 2 - tonus 2 |
| 54 | 111       | Ducti sunt inquit ambo pariter | 1     | antífona            |                                                                 | ULT                                                              | modo 3 - tonus 3 |
| 55 | 111v      | Cum ducerentur in via | 1     | antífona            |                                                                 | ULT                                                              | modo 4 - tonus 4 |
| 56 | 111v      | At Iacobus parum per deliberans | 1     | antífona            |                                                                 | ULT                                                              | modo 5 - tonus 5 |
| 57 | 111v      | Ora pro nobis beate Iacobe | 1     | responsorio         |                                                                 | ULT, LES                                                         | modo 6 |
| 58 | 111v      | Apostole Christi Iacobe eterni regis | 1     | antífona            |                                                                 | ULT                                                              | modo 1 - tonus 1 |
| Tercia (Ad Terciam) |           | |       |                     |                                                                 |                                                                  | |
| 59 | 112       | Ora pro nobis beate Iacobe alleluia | 1     | responsorio         |                                                                 | ULT                                                              | modo 6 |
| 60 | 112       | Iacobe servorum spes et medicina... alleluia                                                                                              | 1     | responsorio         |                                                                 | AN4, ULT, AUR, LES                                               | modo 6, tono solemne |
| Sexta (Ad Sextam) |           | |       |                     |                                                                 |                                                                  | |
| 61 | 112       | Imposuit Iesus Iacobo et Iohanni, alleluia                                                                                                | 1     | versículo           |                                                                 | ULT                                                              | modo 6 |
| 62 | 112       | Iacobe pastor inclite... Alleluia | 1     | responsorio         |                                                                 | ULT, AUR                                                         | modo 6, tono solemne melodía gregoriana |
| Vísperas (Ad Vesperas) |           | |       |                     |                                                                 |                                                                  | |
| 63 | 112v      | O lux et decus Hispaniae | 1     | antífona            |                                                                 | GAL, ULT, ROS, GAL, ORG                                          | modo 3 - tonus 3 |
| Misa de la vigilia de Santiago (24 de julio) (Missa in vigilia Sancti Iacobi a domno papa Calixto edita in Vigilia sancti Iacobi Zebedel circa nonam cantanda sicut in diem Pentecostes. Kyrie eleison. Christes audi nos. Pater de celis. Sequatur. Hac in die fontes debeant benedici) (Misa compuesta por el Papa Calixto, que se ha de cantar en la Vigilia de Santiago, hijo de Zebedeo, a la hora de Nona. Como la Vigilia de Pentecostés, cántese después Kyrie eleison, Christe audi nos, Pater de celis. En ese día deben bendecirse las pilas) |           | |       |                     |                                                                 |                                                                  | |
| 64 | 114       | Iacobus et Iohannes dixerunt ad Ihesum | 1     | introito            |                                                                 | ULT                                                              | modo 8 |
| 65 | 114v      | Vocavit Ihesus ad se Iacobum | 1     | tracto              |                                                                 | ULT                                                              | modo 8 |
| 66 | 115       | Nimis honorati sunt amici tui | 1     | gradual responsorio |                                                                 | ULT                                                              | modo 2 trans. |
| 67 | 115v      | Iacobus in vita sua | 1     | tracto              |                                                                 | ULT                                                              | modo 8 |
| 68 | 115v      | Certe dum filii Zebedei | 1     | ofertorio           |                                                                 | ULT                                                              | modo 8 |
| 69 | 116       | Ego vos elegi de mundo | 1     | comunión            |                                                                 | ALF, ULT, SGH                                                    | modo 1 |
| Versus Calixti Pape cantandi ad processionem Sancti Iacobei in solempnitate passionis ipsius et translacionis eiusdem |           | |       |                     |                                                                 |                                                                  | |
| 70 | 116v      | Salve festa dies Iacobi veneranda tropheo                                                                                                 | 1     | himno               |                                                                 | AN4, ULT, AUR, ALF, FEU, KRA                                     | modo 4 Es un contrafactum del himno Salve festa dies toto venerabilis evo. La melodía también se halla en otras fuentes |
| Misa de la festividad de Santiago (25 de julio) (VIII Kalendas augusti. Missa Sancti Iacobi a domno Papa Calixto edita) |           | |       |                     |                                                                 |                                                                  | |
| 71 | 118       | Iesus vocavit Iacobum Zebedei | 1     | introito            |                                                                 | ALF, ULT, KRA                                                    | modo 7 |
| 72 | 118v      | Misit herodes rex manus ut affigeret | 1     | gradual responsorio |                                                                 | ULT                                                              | modos 6 y 5 Existe una versión a dos voces en el f. 218. |
| 73 | 118v      | Alleluia. Sanctissime apostole Iacobe | 1     | aleluya             |                                                                 | ALF, ULT                                                         | modos 7 y 8 |
| 74 | 118v      | Alleluia. Hic Iacobus valde venerandus est                                                                                                | 1     | antífona            |                                                                 | ULT                                                              | modo 8 |
| 75 | 119       | Vocavit Ihesus Iacobum Zebedii | 1     | aleluya             |                                                                 | HIL, ULT, AUR, KRA                                               | modo 1 Existe una versión a dos voces en el f. 218v. |
| 76 | 119       | Alleluia. Gratulemur et laetemur summa cum laetitia                                                                                       | 1     | secuencia           | NAR, HUS, MON, TOR, AQ1                                         | DIS, AN4, ULT, KRA, BEC*                                         | modos 7 y 8 Prosa sancti Iacobi. Latinis, Grecis et Ebraicis verbis, a domno Papa Calixto abreviata |
| 77 | 121       | Ascendens Ihesus in montem vocavit ad se Iacobum                                                                                          | 1     | ofertorio           |                                                                 | AN4, ULT, KRA                                                    | modos 1 y 2 |
| Prosas, Tropos y Conductos |           | |       |                     |                                                                 |                                                                  | |
| 78 | 123       | Clemens servulorum genitus tuorum | 1     | prosa               |                                                                 | SIL, DIS, AN4, ULT                                               | modo 7 Prosa S. Iacobi crebro cantanda a domno Guilelmo patriarcha Iherosolimitano edita |
| 79 | 130       | Exultet celi curia. Fulget dies | 1     | tropo               | CUX, PAL, CAT, WOR, PAR, SEN, PU1, PU2                          | SEQ, ALF, RON, ULT, AUR, ROS, LES                                | modo 8 Benedicamus Domino Benedicamus sancti Iacobi a magistro Anselmo I editum (Benedicamus a Santiago compuesto por el Maestro Anselmo I) |
| 80 | 131       | Iacobe sancte tuum repetito tempore festum                                                                                                | 2     | conductus           |                                                                 | AN4, ULT                                                         | Conductum sancti Iacobi ab antiquo episcopo Boneventino editum. Originalmente fue un conductus monódico al que se le añadió una segunda voz en tinta roja. La pieza aparece repetida en el apéndice polifónico en el f. 215v.                                                 |
| 81 | 131       | Lector lege et de rege qui regit omne, dic: Iube domne                                                                                    | 1     | secuencia           | PAL                                                             | ULT                                                              | (exhortación a leer) |
| 82 | 131v      | In hac die laudes cum gaudio | 2     | conductus           |                                                                 | SEQ, AN4, ULT, AUR                                               | Conductum sancti Iacobi a domno Fulberto Karnotensi episcopo editum (Fulbert, obispo de Chartres). Originalmente fue un conductus monódico al que se le añadió una segunda voz en tinta roja.                                                                                 |
| 83 | 131v      | Lector lege et de rege qui regit omne, dic: Iube domne                                                                                    | 1     | secuencia           | PAL                                                             | ULT                                                              | (exhortación a leer) |
| 84 | 132       | Resonet nostra Domina caterva | 1     | conductus           |                                                                 | CAM, ULT, LES, ORG                                               | modo 1 Conductum sancti Iacobi a magistro Rotberto cardinali Romano editum |
| 85 | 132       | Lector lege et de rege qui regit omne, dic: Iube domne                                                                                    | 1     | secuencia           | PAL                                                             | ULT                                                              | (exhortación a leer) |
| 86 | 132       | Salve festa dies veneranda per omnia fies                                                                                                 | 1     | conductus           |                                                                 | ULT, FEU, HER, LES                                               | modo 8 Conductum sancti Iacobi a sancto Fortunato Pictavensi episcopo editum |
| Misa farcida (Farsa oficii Misse S. Iacobi. a domno Fulberto Karnotensi episcopo, illustri viro, composita: in utroque festo eiusdem apostoli cantanda quibus placebit) |           | |       |                     |                                                                 |                                                                  | |
| 87 | 133       | Ecce adest nune Iacobus vocavit1 [+ Qualis sit iste Iacobus²] [+ Hic est reuera Iacobus³] [+ Alleluia, in gloria sit Deo laus per omnia4] | 1     | tropo               |                                                                 | FEU, ALF, KRA4, SIL, WEL, ULT, SGH                               | modos 7 y 8 |
| 88 | 133v      | Reges terrae et omnes populi | 1     | introito            |                                                                 | ULT, FEU, KRA                                                    | modo 7 Del Introito Ihesus vocavit |
| 89 | 134       | Rex inmense pater pie eleyson1 Rex cunctorum seculorum eleison²                                                                           | 1     | tropo               |                                                                 | FOR1, ODH1, DIS1, ALF1, ULT1, AUR1, ROS1, FEU1, KRA², LES², SGH1 | modos 7 y 8 Kyrie tropado La melodía también se halla en otras fuentes. Entre el texto principal que empieza por Rex inmense pater y el tetragrama se añade, en letra más pequeña, un segundo texto alternativo que empieza por Rex cunctorum seculorum...                    |
| 90 | 134       | Qui vocasti supra mare | 1     | tropo               |                                                                 | ULT, FEU, ALF, KRA, SGH                                          | modo 4 Gloria tropado Versus Fulberti episcopi Karnotensis de S. Iacobo La melodía también se halla en otras fuentes |
| 91 | 135v      | Cantemus Domino cantica glorie | 1     | tropo               |                                                                 | POL, ULT, FEU, ALF                                               | modos 7 y 8 Farsa de la epístola de Santiago Farsa lectionis de Missa S, Iacobi edita a domno Fulberto Karnotensi episcopo, illustri viro |
| 92 | 138-138v  | Sanctus. Osanna salvifica | 1     | tropo               | MOI, MTC, MIL, VI1, GER, AQ1, NAR, HUS, MON, TOR, VI2, E17, TOL | FEU, ALF, ULT, KRA(?), LES, SGH                                  | modo 4 Las concordancias con otros manuscritos indican que era un tropo muy difundido por el sur de Francia (Narbona y Moissac) y España (Cataluña y Aragón) |
| 93 | 139       | Agnus Dei. Qui pius ac mitis es | 1     | tropo               | AUX, ALB, LON                                                   | FEU, AN4, ALF, ULT, AUR, KRA, LES, SGH                           | modos 7 y 8 Agnus Fulberti episcopi Karnotensis |
| 94 | 139       | Regi perennis glorie sit canticum letitie                                                                                                 | 1     | tropo               |                                                                 | SIL, FOR, WEL, ULT, LES                                          | modos 7 y 8 Benedicamus Benedicamus Sancti Iacobi a quodam Doctore Galleciano Existe una versión a dos voces en el f. 216. |

#### Apéndice I — Obras polifónicas
| N.º                                  | Folio               | Obra                                                            | Voces | Forma musical           | Concord.      | Grabaciones | Comentarios |
| Organa, Conducti, Discantus et Hymni |                     |                                                                 |       |                         |               | | |
| ------------------------------------ | ------------------- | --------------------------------------------------------------- | ----- | ----------------------- | ------------- | --- | --- |
| 95                                   | 214 [185]           | Nostra phalanx plaudat leta                                     | 2     | conductus               |               | STU, FOR, SEQ, LON, MUS, VEN, ABS, AN4, RON, ULT, LES | Atribuido a Ato episcopus Trecensis (Ato, obispo de Troyes) |
| 96                                   | 214 [185]           | Congaudeant catholici                                           | 3     | conductus (Benedicamus) |               | NYM, SIL, SFM, PRO, UNI, FOR, FRU, SEQ, LON, FEU, MUS, VEN, DIS, ABS, VIL, AN4, VOI, VOC, WIT, ALF, CUL*, ULT, HER, ROS, AUG, LES, ORG, KRA, FEU, SGH, MON, OBS | Es la única obra conocida para 3 voces en el siglo XII. Se cree que este himno fue compuesto originalmente para 2 voces (superior e inferior) y posteriormente se insertó una tercera voz entre las dos. Atribuido a Magister Albertus Parisiensis (Maestro Albert de Paris) |
| 97                                   | 214v [185v]         | Gratulantes celebremus festum                                   | 2     | conductus (Benedicamus) | CUX, PAL      | UNI, POL, SEQ, ODH, MUS, VEN, VIL, PAN, AN4, WEL, AMA, COD, ULT, AUR, ABE, ROS, SGH                                                                             | Es un Benedicamus tropado en discanto. Atribuido a Magister Goslenus episcopus Suessionis (Maestro Goslenus, obispo de Soissons) |
| 98                                   | 215 [186]           | Ad superni regis decus                                          | 2     | conductus (Benedicamus) | LI1, LI2, CUX | FOR, SEQ, VEN, DIS, AN4, AMA, ULT, ROS, BEC* | Atribuido a Magister Albericus archiepiscopus Bituricensis (Maestro Alberico, Arzobispo de Berry) |
| 99                                   | 215v [186v]         | Annua gaudia                                                    | 2     | conductus               |               | NYM, UNI, SEQ, LON, VEN, FLO, FON, PMR, COD, ULT, LFL, ROS, LES, SGH                                                                                            | Atribuida a Magister Airardus Viziliacensis (Maestro Airardus de Vézelay) |
| 100                                  | 215v [186v]         | Iacobe sancte tuum                                              | 2     | conductus               |               | SEQ, VEN, VIL, FON, ULT, SGH | Repetido en el Libro I (f. 131). Conductum sancti Iacobi at antiquo episcopo Boneventinus editum (Conductus a Santiago, escrito por el antiguo obispo de Benevento). La pieza aparece repetida en el suplemento gregoriano en el f. 131.                                     |
| 101                                  | 216 [187]           | Regi perhennis glorie                                           | 2     | organum / conductus     |               | SEQ, LON, VEN, PLA, PMR, ULT, BEC* | Atribuido a Magister Gauterius de Castello Rainardi decantum fecit (Maestro Gauterius del Castillo de Rainardi) La misma pieza a una sola voz está en el folio 139. |
| 102                                  | 216v [187v]         | Vox nostra resonet                                              | 2     | organum (Benedicamus)   |               | FOR, SEQ, ODH, MUS, VEN, AN4, FON, ALF, ULT, AUR, SPI, ROS, LES, KRA, OOT                                                                                       | Atribuido a Magister Iohannes Legalis (Maestro Johannes Legalis) |
| 103                                  | 216v [187v]         | Dum esset salvator in monte Sicut enim vox tonitrui             | 2     | organum (responsorio)   |               | SEQ, VEN, ITI, ULT, ORG | Atribuido a Magister Ato episcopus Trecensis (Maestro Ato, obispo de Troyes). La obra también existe a una sola voz en el f. 107v. |
| 104                                  | 217 [188]           | Huic Iacobo Tristis est anima                                   | 2     | organum (responsorio)   |               | SEQ, VEN, ULT | Atribuido a Magister Ato episcopus Trecensis (Maestro Ato, obispo de Troyes). La obra también existe a una sola voz en el f. 109v. |
| 105                                  | 217 [188]           | Iacobe virginei Tu prece continua                               | 2     | conductus (responsorio) |               | SEQ, VEN, ULT | Atribuida a Magister Ato episcopus Trecensis (Maestro Ato, obispo de Troyes). La obra también existe a una sola voz en el f. 110. |
| 106                                  | 217-217v [188-188v] | O adiutor omnium seculorum Qui subvenis periclitantibus         | 2     | organum (responsorio)   |               | SEQ, VEN, ULT, SIL, AN4, ALF, COD, HER, ROS, LES | Idem Ato, es decir, atribuida al mismo autor de la anterior: Magister Ato episcopus Trecensis (Maestro Ato, obispo de Troyes). El tenor pertenece al Responsorio "O adiutor" del mismo responsorio del folio 110v.                                                           |
| 107                                  | 217v [188v]         | Portum in ultimo                                                | 2     | prosa                   |               | FOR, SEQ, VEN, PAN, AN4, ALF, COD, ULT, FRA, LES | Prosa. Idem Ato, es decir, atribuida al mismo autor de la anterior: Magister Ato episcopus Trecensis (Maestro Ato, obispo de Troyes) |
| 108                                  | 218 [189]           | Rex inmense pater pie eleyson                                   | 2     | organum (Kyrie)         |               | PCA, SEQ, ODH, VEN, VIL, ULT | Atribuido a Fulbertus episcopus Karnotensis (Fulbert, Obispo de Chartres) |
| 109                                  | 218 [189]           | Misit Herodes Occidit autem                                     | 2     | organum (Gradual)       |               | SEQ, VEN, ULT, FEU | Atribuido a Ato prefatus (Ato, obispo de Troyes). La obra también existe a una sola voz en el f. 110v. |
| 110                                  | 218v [189v]         | Alleluia. Vocavit Ihesus Iacobum                                | 2     | organum (Aleluya)       |               | NYM, FOR, SEQ, VEN, ULT, FEU, SGH | Atribuido a Magister Goslenus episcopus Suessionis (Maestro Goslenus, obispo de Soissons) La obra también existe a una sola voz en el f. 119. |
| 111                                  | 219 [190]           | Cunctipotens genitor Deus (Rex virginum amator Deus... eleyson) | 2     | organum (Kyrie)         | HUE           | FOR, SEQ, VEN, DIS, AN4, WEL, AMA, EWI, ULT | Tenor del Kyrie IV Atribuido a Gauterius prefatus (El Gauterius antes mencionado) |
| 112                                  | 219 [190]           | Benedicamus Domino (I)                                          | 2     | organum (Benedicamus)   | HUE           | FOR, SEQ, VEN, AN4, ITI, AMA, ULT | Sin tropo. Tenor del Benedicamus de I Vísperas en las grandes solemnidades Atribuido a Gauterius prefatus (El Gauterius antes mencionado) |
| 113                                  | 219v [190v]         | Benedicamus Domino (II)                                         | 2     | organum (Benedicamus)   |               | FOR, SEQ, VEN, ULT | Tenor del Benedicamus de II Vísperas "In festis Sanctorum" Atribuido a Magister Droardus Trecensis (Maestro Droardus de Troyes) |
| 114                                  | 219v [190v]         | Benedicamus Domino (III)                                        | 2     | organum (Benedicamus)   |               | FOR, SEQ, VEN, ULT | El tenor es el Benedicamus de las ferias Atribución: Idem Droardus (Por Droardus igualmente) |
| 115                                  | 219v [190v]         | Ad honorem regis summi                                          | 2     | prosa / conductus       |               | SIL, POL, FOR, VIL, ITI, CHI, ULT, HER, SGH, BEC* | modos 5 y 6 Atribución: Aimericus Picaudi, presbiter de Partiniaco |

#### Apéndice II
| N.º | Folio               | Obra                                                               | Voces | Forma musical | Concord. | Grabaciones | Comentarios |
| --- | ------------------- | ------------------------------------------------------------------ | ----- | ------------- | -------- | --- | --- |
| 116 | 221v [192v]         | Alleluia. Efonissen Ysus Iacobon. Alleluia. Vocavit Ihesus Iacobum | 1     | aleluya       |          | SIL, HIL, ULT, LES, KRA | modo 1 Alleluia in greco |
| 117 | 222 [193]           | Dum pater familias                                                 | 1     | prosa         |          | SIL, VAL, STU, UCC, FOR, FRU, SEQ, LON, ODH, MUS, PLA, VIL, ALT, WEL, CHI, CAM, PMR, AMA, COD ULT, AUR, HER, PEL, AUG, LES, SGH, HOS, ORG, OOT, MON, CAC | modo 1 De sancto Iacobo Ultreia, o himno de los peregrinos de Santiago. Es una composición no litúrgica con exclamaciones en latín, alemán y flamenco. |
| -   | 222v;225 [193v;196] | Signa sunt nobis sacra                                             |       | himno         |          | | En el códice no se incluye la notación musical, ya que es un nuevo texto para una melodía ya conocida. El manuscrito indica: "cantus sicut: Iste confessor, vel: Ut queant laxis resonare fibris". En realidad, estos dos himnos se interpretaban con muchas melodías, por lo que no se sabe con cuál se interpretaba esta pieza del Calixtinus. |

(*) Versión instrumental

### Concordancias con otros manuscritos
Varias de las melodías del Calixtinus, sobre todo las del oficio y la misa, son idénticas o al menos se basan en melodías gregorianas y otras presentan concordancias con otros repertorios. Estas concordancias casi siempre son parciales, ya que muchas veces los textos son cambiados para dedicárselos a Santiago y las melodías son alteradas para adaptarlas a esos nuevos textos, produciendo variantes más o menos significativas respecto del original. Las concordancias más importantes son generalmente de la misma época en la que se gestó el códice, lo cual es plausible dada la movilidad cultural de la época, propiciada por las peregrinaciones. La mayor parte de las piezas que encontramos en el Calixtinus que son reelaboraciones de otras que encontramos en otras fuentes, proceden de dos centros geográficos:
- la zona suroriental de Francia y la Corona de Aragón, desde Le Puy a Tortosa y Huesca.
- la zona anglonormanda, desde Worcester a Sens

| Código | Sigla del manuscrito | Manuscrito                                                      | Procedencia           | Fecha             | Concordancias |
| ------ | -------------------- | --------------------------------------------------------------- | --------------------- | ----------------- | --- |
| LI1    | F: Pn 1139           |                                                                 | Limoges ?             | c. 1100           | - Iocundetur et letetur augmentum (Gatuletur et letetur (texto)) - Ad superni regis decus (Noster cetus psallat letus)                                                                            |
| LI2    | F: Pn 3719           |                                                                 | Limoges ?             | siglo XII         | - Ad superni regis decus (Noster cetus psallat letus) |
| CUX    | GB: 36881            |                                                                 | San Miguel de Cuxá ?  | siglo XII - 4/4   | - Exultet celi curia. Fulget dies (Laetatur orbis hodie. Fulget dies (sin melodía)) - Gratulantes celebremus festum (Ad honorem sempiterni) - Ad superni regis decus (Noster cetus psallat letus) |
| PAL    | E: Mn 289            |                                                                 | Palermo               | c. 1140           | - Exultet celi curia. Fulget dies (Exsultet nostra concio. Fulget dies) - Lector lege et de rege qui regit omne - Gratulantes celebremus festum (Ad honorem sempiterni)                           |
| CAT    | E: Mn 19421          |                                                                 | Catania               | c. 1160           | - Iocundetur et letetur augmentum (Gatuletur et letetur (texto)) - Exultet celi curia. Fulget dies (Exsultet nostra concio. Fulget dies)                                                          |
| WOR    | GB: Wo 160           |                                                                 | Worcester             | c. 1230           | - Exultet celi curia. Fulget dies (Wulstane presul inclite. Fulget diess) |
| PAR    | I: FI Pl. 29         |                                                                 | París                 | c. 1250           | - Exultet celi curia. Fulget dies (Iam lucis orto sidere. Fulget diess) |
| SEN    | F: SE 46             |                                                                 | Sens                  | siglo XIII - 1/4  | - Exultet celi curia. Fulget dies (Iam lucis orto sidere. Fulget diess) |
| PU1    | F: LP A V 7 009      |                                                                 | Le Puy                | c. 1553           | - Exultet celi curia. Fulget dies (Gaude cetus fidelium. Fulget diess) |
| PU2    | F: G 4413            |                                                                 | Le Puy                | siglo XVI - 4/4   | - Exultet celi curia. Fulget dies (Gaude cetus fidelium. Fulget diess) |
| MOI    | F: Pn 1871           |                                                                 | Moissac               | siglos XI - XII   | - Sanctus. Osanna salvifica |
| MTC    | I: Rvat Urb 602      |                                                                 | Montecassino          | siglos XI - XII   | - Sanctus. Osanna salvifica |
| MIL    | E: Mah Aemil 51      |                                                                 | San Millán            | siglos XI - XII   | - Sanctus. Osanna salvifica |
| VI1    | E: VI 105            |                                                                 | Vic                   | siglos XI - XII   | - Sanctus. Osanna salvifica |
| GER    | F: Pn 495            |                                                                 | Gerona                | siglo XII         | - Sanctus. Osanna salvifica |
| AQ1    | E: Bac 1408/9 mútilo |                                                                 | (notación aquitana)   | siglo XII         | - Sanctus. Osanna salvifica |
| NAR    | F: Pn 778            |                                                                 | Narbona               | siglo XII         | - Sanctus. Osanna salvifica - Alleluia. Gratulemur et laetemur summa cum laetitia |
| HUS    | E: H 4               |                                                                 | Huesca                | siglo XII         | - Sanctus. Osanna salvifica - Alleluia. Gratulemur et laetemur summa cum laetitia |
| MON    | E: MO 73             | Montserrat, Biblioteca del Monasterio, Ms. 73                   | Toulouse / Narbona ?  | siglo XII         | - Sanctus. Osanna salvifica - Alleluia. Gratulemur et laetemur summa cum laetitia |
| TOR    | E: TO 135            |                                                                 | Tortosa               | siglos XII - XIII | - Sanctus. Osanna salvifica - Alleluia. Gratulemur et laetemur summa cum laetitia |
| AQ1    | E:T 35.10            |                                                                 | (notación aquitana)   | siglo XIII - 1/4  | - Alleluia. Gratulemur et laetemur summa cum laetitia (Gratulentur et letentur) |
| VI2    | E: VI 106            |                                                                 | Vic                   | siglo XIII        | - Sanctus. Osanna salvifica |
| HUE    |                      | Codex Las Huelgas (Burgos, Monasterio de Las Huelgas, Codex IX) | Burgos                | siglo XIV         | |
| E17    | E: E J II 17         |                                                                 | ?                     | siglo XIV         | - Sanctus. Osanna salvifica |
| TOL    | Mn 1361              |                                                                 | Toledo ?              | siglo XIV         | - Sanctus. Osanna salvifica |
| AUX    | F: Pn 10511          |                                                                 | Auxerre               | siglo XI          | - Agnus Dei. Qui pius ac mitis es |
| ALB    | GB: Lbm Royal 2BIV   |                                                                 | St. Alban             | siglo XII         | - Agnus Dei. Qui pius ac mitis es |
| LON    | F: Pa 135            |                                                                 | Salisbury ? Londres ? | siglo XIII        | - Agnus Dei. Qui pius ac mitis es |

## Discografía
La siguiente discografía se ha ordenado por año de grabación, pero la referencia es la de la edición más reciente en CD. No se incluyen las recopilaciones, sólo los discos originales.
- 1962 - [NYM] Spanish Medieval Music. New York Pro Musica. Noah Greenberg. Decca "Gold Label" DL 7 9416 (LP).
- 1969 - [SIL] Códice Calixtino y Antifonario Mozárabe. Coro de monjes del Monasterio de Santo Domingo de Silos. Ismael Fernández de la Cuesta. Hispavox (EMI-Odeón) CDM 7 63 610-2.
- 1971 - [VAL] El Camino de Santiago. Cantos de peregrinación selección y asesoramiento musical. Escolanía y Capilla Musical de la Abadía del Valle de los Caídos. Leoncio Diéguez y Laurentino Saenz de Buruaga. Cuarteto y Grupo de Instrumentos Antiguos Renacimiento. Ramón Perales de la Cal. EMI (Odeón) 7243 5 67051 2 8.
- 1973 - [SFM] Camino de Santiago I. Eine pilgerstrasse Navarra / Castilla. Studio der frühen Musik. Thomas Binkley. EMI "Reflexe" 1C 063-30 107 (LP).
- 1973 - [STU] Camino de Santiago II. Eine pilgerstrasse León / Galicia. Studio der frühen Musik. Thomas Binkley. EMI "Reflexe" 1C 063-30 108 (LP).
- 1978 - [PCA] The Oxford Anthology of Music - Medieval Music - Ars Antiqua Polyphony. Pro Cantione Antiqua. Edgar Fleet. Oxford University Press OUP 164(LP).
- 1978 - [PRO] The Play of Daniel. Pro Cantione Antiqua y The Landini Consort. Mark Brown. Decca "Serenata" 433 731-2.
- 1980 - [UNI] Compostela. Cantigas de Santa María, Códice calixtino & Martín Códax. Grupo Universitario de Cámara de Compostela. Carlos Villanueva Abelairas. Clave Punteiro.
- 1982 - [POL] Ultreia !. Sur la route de Saint-Jacques-de-Compostelle. Ensemble de musique ancienne Polyphonia Antiqua. Yves Esquieu. Pierre Vérany PV 7 90 042.
- 1984 - [UCC] Romeros y Peregrinos. Grupo Universitario de Cámara de Compostela. Carlos Villanueva Abelairas. EMI Classics CB-067.
- 1986 - [DOA] Perfiles DOA . Cantigas de Santa María Alfonso X El Sabio, Códice Calixtino. Sociedad Fonográfica Asturiana
- 1986 - [FOR] Codex Calixtinus - Extraits. Ensemble Venance Fortunat. Anne-Marie Deschamps. Solstice SOCD 45.
- 1986 - [FRU] Camino de Santiago. Musik auf dem Pilgerweg zum Heilige Jacobus. Ensemble für Frühe Musik Augsburg. Christophorus CHR 74 530.
- 1989 - [SEQ] Vox Iberica I: Donnersöhne. Music for St. James the Apostle: Codex Calixtinus. Sequentia. Benjamin Bagby, Barbara Thornton. Deutsche Harmonia Mundi 77199.
- 1989 - [LON] The Pilgrimage to Santiago. New London Consort. Philip Pickett. L'Oiseau Lyre 433 148.
- 1990 - [FEU] Missa Sancti Iacobi. Solemn mass for the feast of the passion of Saint James of Compostella according to the Codex Calixtinus c. 1140. Choeur Le Feu de Jésu. McGill 750 0037-2.
- 1990 - [ODH] Auf Sankt Jakobs Strassen. Musik der Pilgerfahrt nach Santiago Compostella. Odhecaton, Ensemble für alte Musik, Köln & Schola Cantorum St. Foillan, Aaachen. Willi Eschweiller. Bayer 102 908.
- 1990 - [HIL] Music of the Middle Ages. The Western Wind. Hilliard Ensemble. Paul Hillier. Schirmer Books ISBN 0-02-872953-6 (2 Cassettes).
- 1993 - [MUS] In Gottes Namen fahren wir. Pilgerlieder aus Mittelalter und Renaissance. Odhecaton, Ensemble für alte Musik, Köln. FSM 97 208.
- 1993 - [VEN] Le grand livre de saint Jacques de Compostelle. Intégrale des polyphonies du Codex Calixtinus. Ensemble Venance Fortunat. Anne-Marie Deschamps. L'empreinte digitale 13023.
- 1994 - [PLA] The Ring of Creation. The Renaissance Players. Winsome Evans. Walsingham WAL 8005-2.
- 1994 - [DIS] Campus Stellae. Saint-Martial de Limoges - Santiago de Compostela. Discantus. Brigitte Lesne. Opus 111 30-102.
- 1994 - [ABS] Chant grégorien & Polyphonies precoces (IXe-XIIIe). Ensemble Absalon. Manolo González
- 1994 - [VIL] La música medieval en Galicia. Grupo Universitario de Cámara de Compostela. Carlos Villanueva Abelairas. Fundación Barrie.
- 1995 - [PAN] Danzas medievales españolas. La España de los Cinco Reinos. Eduardo Paniagua Group. M·A Recordings M034A.
- 1995 - [AN4] Miracles of Sant'Iago. Music from the Codex Calixtinus. Anonymous 4. Harmonia mundi HMU 90 7156.
- 1995 - [VOI] The Age of Cathedrals. Music from the Magnus Liber Organi. Theatre of Voices. Paul Hillier. Harmonia Mundi HMU 90 7157.
- 1995 - [FLO] Magnificentia Iberica. Music of Medieval Spain. Ensemble Florata. Tim Rayborn. AS&V Gaudeamus 144.
- 1995 - [ALT] Iberian garden, vol. 1. Jewish, Christian and Muslim Music in Medieval Spain. Altramar. Dorian Discovery DIS-80 151.
- 1995 - [ITI] Os sons do pórtico da Gloria. In Itinere. Carlos Villanueva Abelairas. FREE Records FREE-021-CD
- 1996 - [VOC] Polyphonics. Zorgina Vocalensemble. Ohmnibus Records 2000-15.
- 1996 - [FON] El Camino de Santiago. 12th-14th Century Spanish Manuscripts. Consort Fontegara. Dynamic "2000" 2026.
- 1996 - [WIT] Du Grégorien à Pérotin. Ensemble Witiza. Arsonor 001-2.
- 1996 - [CHI] Pilgrimage to Santiago. The Chieftains. BMG Classics
- 1997 - [ALF] Codex Calixtinus. Missa Sancti Jacobi. Grúpo de Música Alfonso X el Sabio. Luis Lozano Virumbrales. Sony "Hispánica" SK 60 075.
- 1997 - [WEL] Primus ex apostolis: San Giacomo nei canti di pellegrinaggio del Medioevo. Ensemble Weltgesang voci e strumenti. Fone97f04.
- 1997 - [CAM] Sur les Chemins de Compostelle. La Camerata de París. Musidisc 291 822.
- 1997 - [PMR] Las Músicas de los Caminos de Santiago. Conjunto Pro Música de Rosario. Cosentino IRCO 221
- 1998 - [CUL] Tres Culturas. Judíos, Cristianos y Musulmanes en la España medieval. Sefarad. Eduardo Paniagua. Pneuma PN-100.
- 1998 - [AMA] Sur les Chemins de Saint-Jacques. Ensemble Amadis. Jade 74321 64760-2.
- 1998 - [RON] Carmina Sanctorum. Rondellus. RS 9804 - RS Records
- 1998 - [COD] Por que trobar é cousa en que iaz. Grupo Martín Codax. Clave Punteiro 9107-CD.
- 1998 - [EWI] Saint Jacques. Ensemble Witiza. Es un libro acompañado de un CD. ISBN 2-910096-13-0
- 1999 - [ULT] Jacobus - Libri Sancti Jacobi: Monodia et Poliphonna. Omnia Cantica. Coro Ultreia. Fernando Olbés Durán. Clave Punteiro 301-CD (4 CD).
- 1999 - [AUR] Saint-Jacques de Compostelle. Le Chemin de Compostelle. Aurore. Suisa CD 840.
- 1999 - [SPI] Pilgerwege. Freiburger Spielleyt. Verlag der Spielleute CD 0003.
- 1999 - [LFL] Annua Gaudia. Longa Florata. NM232199
- 1999 - [HER] Herru Santiagu. Grupo Martín Codax. Clave Punteiro 2009/10-CD
- 2000 - [KRA] Codex Calixtinus. Krakow Philharmonic Choir. Jacek Mentel (dir.). Frederic Tavernier, Damien Poisblaud, etc. Dux 0321.
- 2000 - [PEL] Anno Domini MCCC. Canti dei pellegrini medievali. La Rossignol. Edizioni Musicali III Millennio CDC 0133.
- 2001 - [ABE] De Peregrinos, Cruzados y Troveros. Abendmusik
- 2002 - [ARB] Arboretum DOA . Cantigas de Santa María Alfonso X El Sabio, Xingra / DOA.
- 2002 - [ROS] The Road to Compostela. The Rose Ensemble. Rose 00004.
- 2002 - [FRA] Sur la terre comme au ciel. Un jardin au Moyen-Âge. Discantus. Brigitte Lesne / Alla Francesca. Pierre Hamon. Jade (Universal) 198 796-2.
- 2003 - [AUG] Auf Jakobs Wegen. Medieval Pilgrimage to Santiago. Ensemble für frühe Musik Augsburg. Christophorus CHR 77264.
- 2003 - [LES] Compostelle. Le Chant de l'Étoile. Discantus. Brigitte Lesne. Jade (Universal) 301 654 2.
- 2003 - [GAL] Hic Est Chorus. Música Litúrgica de las Catedrales del "Reyno de Galicia". Coro Ultreia. Fernando Olbés Durán. Harmonia Mundi Ibérica.
- 2003 - [SGH] Música Clásica Galega Vol. 1 - Música Medieval. Schola Gregoriana Hispana. Francisco Javier Lara Lara. Boa Recording
- 2003 - [HOS] L'appel de Saint Jacques. Robert Hossein. Baladins De Notre-Dame
- 2004 - [ORG] Compostela. Ad Vesperas Sancti Iacobi. Codex Calixtinus XIIe siècle. Ensemble Organum. Marcel Pérès
- 2004 - [BEC] Lyra mendicorum. Carlos Beceiro. Lubicán Records
- 2004 - [OOT] Naar Santiago - Duizend Jaar Pelgrimsmuziek. Kleinkoor Ootmarsum. Frans Heijdemann. STEMRA/C 10955
- 2006 - [MON] Pilgrimage to Santiago. Monteverdi Choir. John Eliot Gardiner. Soli Deo Gloria SDG 701.
- 2007 - [CAC] Io son un pellegrin. El caminar en la música medieval. Capilla Antigua de Chinchilla. Columna Música 1CM 0186
- 2007 - [OBS] ¡ Miracle !. Cantigas de Santa María d'Alfonso el Sabio. Obsidienne. Emmanuel Bonnardot. Calliope CAL 9366.
- 2010 - [ARS] Vox Nostra. Liber Sancti Iacobi. Codex Calistinus, su polifonía. Ars Combinatoria. Canco López. Musaris, Mars 02-11318/10.
- 2011 - [DOA] A fronda dos cervos. DOA. Lírica medieval galaicoportuguesa. Cantigas de Santa María Alfonso X El Sabio, Martín Códax, Códice Calixtino. Fol Música